# Publius Quinctilius Varus
Publius Quinctilius Varus (Cremona, i. e. 46 – Teutoburgi erdő, i. sz. 9) római politikus, hadvezér volt, akinek neve az általa elszenvedett teutoburgi vereségről vált ismertté.

## Élete
Varus patrícius családban született, apja Sextus Quinctilius Varus római szenátor volt, anyja Gaius Claudius Marcellus Minor római konzul lánya. Apja gyanúba keveredett Caesar meggyilkolásával kapcsolatban, így i.e. 42-ben öngyilkosságot követett el.
Apjának politikai irányultságával ellenben, az ifjú Varus Octavianus támogatója lett. i.e. 14-ben feleségül vette Marcus Vipsanius Agrippa lányát, ezzel is szorosabbra fűzve az Augustussal való szövetségét. I.e. 13-ban Tiberiusszal, a későbbi császárral együtt consullá választották. Ezt követően Varus Africa provincia kormányzója lett, majd Syria-ban vállalta el négy légió parancsnokságát. Iosephus Flavius megemlíti, hogy Heródes zsidó király halála után egy Júdeában kitört felkelést vert le, melynek következményeként 2000 zsidó felkelőt feszíttetett keresztre Jeruzsálemben.
Az i. sz. I. évtizedben Tiberius, Nero Claudius Drusus és Germanicus Iulius Caesar a Rajna vonalát átlépve leigázó hadjáratot indítottak az ottani germán törzsek ellen, melynek során sikereket értek el, több törzset is alávetve Róma uralmának. A háborúnak köszönhetően Augustus megalapította Germania provinciát, melynek kormányzásával Varust bízta meg, aki elvállalta a megbízatást és megkapta a 17., 18. és 19. légió parancsnokságát is.
A meghódított germán törzsek azonban a heruszk törzs (Cherusci) vezetésével lázongani kezdtek a római uralom ellen, melynek élére Arminius állt. Varust a heruszkok egyik római párti vezére, Segestes figyelmeztette a lázadás veszélyére, ő azonban ezt figyelmen kívül hagyta és csak akkor indult meg légióival, mikor a germánok nyílt lázadásba kezdtek és elvágták a római légiók elől a visszavonulás útját. A germánok azonban nem vállaltak rögtön nyílt összecsapást, hanem folyamatosan visszavonulva felcsalogatták a rómaiakat a teutoburgi erdőig (a mai Osnabrück környékére), amely mocsaras, sűrű erdő volt, így a római légiók nem tudták kialakítani szokásos hadrendjüket. A germánok itt 9 szeptemberében rájuk törtek és mindhárom légiót teljesen szétverték, a fogságba esett rómaiakat pedig vallási rituálé keretében a helyszínen feláldozták. Varus maga, amikor látta, hogy a csata elveszett, saját kardjába dőlve vetett véget életének. Varus holttestének fejét Armin levágatta, és a markomann királynak, Maroboduusnak küldte el, arra számítva, hogy a markomannok is támadást indítanak a Római Birodalom ellen. Maroboduus azonban erre nem volt hajlandó és Varus fejét elküldte Rómába, ahol eltemették.
A teutoburgi vereség súlyos szégyenfoltnak számított a rómaiak számára. Suetonius szerint Augustus, mikor értesült a vereségről, homlokához kapott és így kiáltott fel: „Varus, add vissza légióimat!” A vereséget követően Róma soha többé nem volt képes a Rajnán túli területeket birtokba venni, a germán törzsekkel való határ a Rajna és Duna vonalán huzamosabb időre állandósult.